# رافاييل نادال في 2014

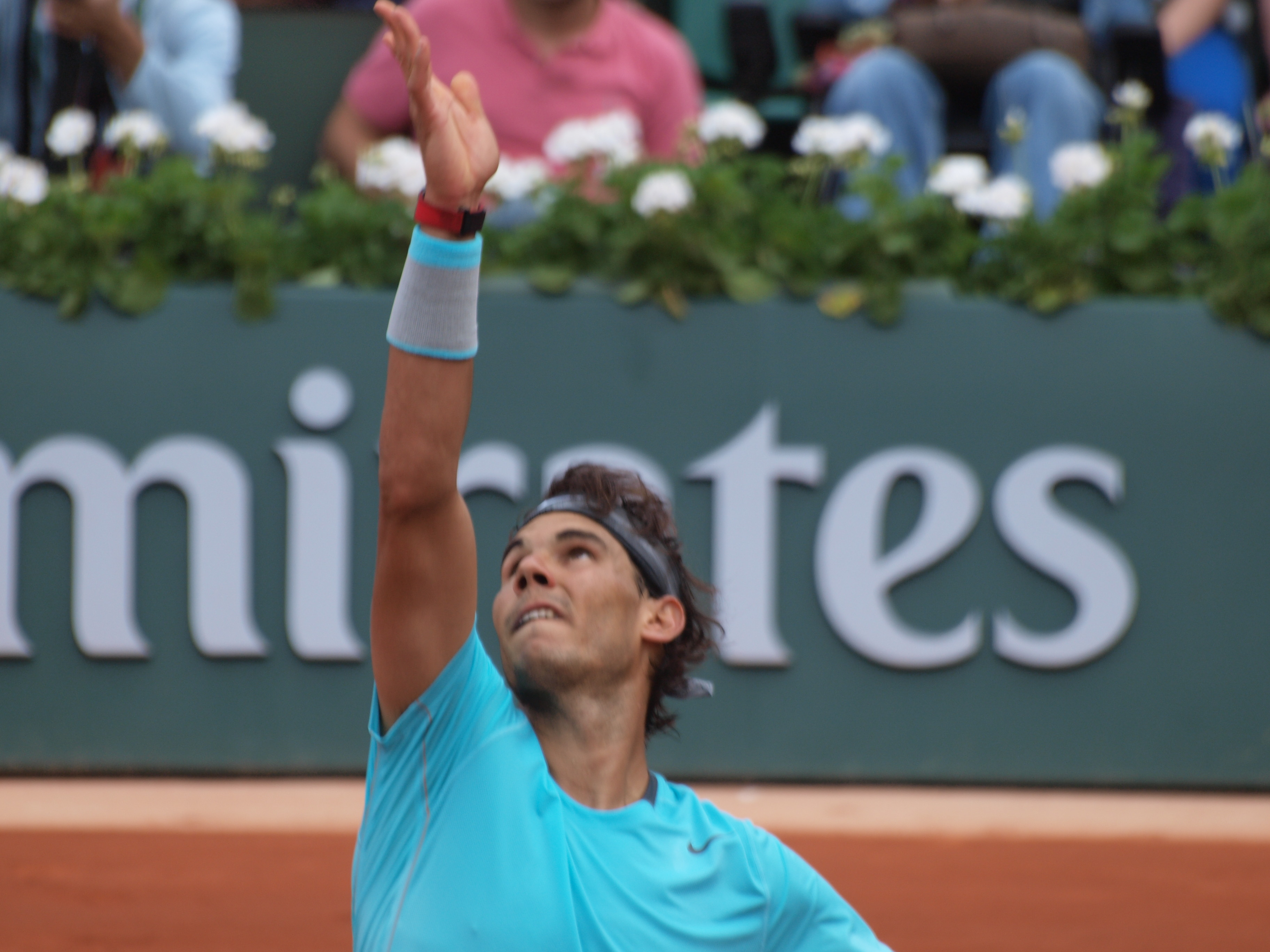
رافاييل نادال في عام 2014

بدأ موسم رافاييل نادال لعام 2014 في تاريخ 30 ديسمبر 2013.

## مبادلة
المشاركة الأولى لنادال كانت بطولة مبادلة العالمية للتنس 2014 الإستعراضية المقامة في مدينة أبوظبي الإماراتية، في مشاركته الخامسة في بطولة مبادلة خسر نادال في نصف النهائي أمام مواطنه دافيد فيرير بنتيجة 4–6, 4–6 وهي ثاني خسارة لنادال من فيرير في أبو ظبي بعد نسخة 2012. في مباراة تحديد المركز الثالث فاز نادال على الفرنسي جو ويلفرد تسونجا بمجموعتين متتاليتين وبواقع 7–6(7–5), 6–3.

## قطر
دخل نادال بطولة قطر اكسون موبيل المفتوحة للتنس 2014, حيث لم يسبق له التتويج بهذه البطولة من قبل. أولى مبارياته الرسمية لهذا العام كانت ضد التشيكي لوكاس روسول، الذي أخرج نادال من الدور الثاني في بطولة ويمبلدون 2012, كانت هذه هي المواجهة الثانية بينهما فقط، تمكن نادال من الفوز بسهولة حيث انتهى اللقاء بنتيجة 6–2, 7–6(9–7). في الدور الثاني فاز نادال على اللاعب الألماني توبياس كامكيه، حيث تعرض نادال لخسارة المجموعة الثانية، لكنه فاز في اللقاء بواقع 6–3, 6–7(3–7), 6–3. في ربع النهائي أقصى نادال اللاعب اللاتفي ايرنستس جولبيس عندما هزمه في ثاني لقاء بينهما في بطولة الدوحة بنتيجة 7–5, 6–4. في نصف النهائي تمكن نادال من التغلب على بيتر غوجوفيتسك من ألمانيا، حيث خسر نادال المجموعة الأولى، وهي ثاني مجموعة يخسرها في البطولة، لكنه قلب النتيجة وفاز بواقع 4–6, 6–2, 6–3. تأهل نادال لثاني نهائي له في بطولة الدوحة بعد نهائي عام 2010, والذي خسره أمام اللاعب الروسي نيكولاي دافيدينكو. كان خصم نادال هو الفرنسي جايل مونفيس، مونفيس تمكن من الفوز مرتين على نادال في سجل المواجهات بينهما وللمفارقة أن الانتصارين كانا في بطولة الدوحة نفسها عامي 2009 و2012. بالرغم من خسارة المجموعة الثانية حقق نادال لقبه الأول في بطولة قطر اكسون موبيل المفتوحة وفاز على مونفيس بنتيجة 6–1, 6–7(5–7), 6–2.

## أستراليا المفتوحة
في بطولة أستراليا المفتوحة 2014, التقى نادال باللاعب الأسترالي بيرنارد توميتش، وهو اللقاء الثاني بينهما في سجل المواجهات حيث كانت مواجهتهما السابقة في بطولة أستراليا المفتوحة 2011, بعد فوز نادال بالمجموعة الأولى 6–4, انسحب اللاعب توميتش من المباراة بسبب تعرضه لإصابة في الفخذ. في الدور الثاني فاز نادال على الشاب الأسترالي تاناسي كوكيناكيس بثلاث مجموعات متتالية 6–2, 6–4, 6–2, ثم انتصر على اللاعب الذي قابله قبل أيام في نهائي بطولة الدوحة جايل مونفيس بثلاث مجموعات نظيفة وبواقع 6–1, 6–2, 6–3, في الدور الرابع كان خصم نادال هو الياباني كي نيشيكوري، وبالرغم من المستوى العالي للاعب الياباني، إلا أنه خسر المباراة وبثلاث مجموعات دون رد وبواقع 7–6(7–3), 7–5, 7–6(7–3), ثم واصل نادال التقدم في البطولة بفوزه على اللاعب البلغاري غريغور ديمتروف بثلاث مجموعات لواحدة وبواقع 3–6, 7–6(7–3), 7–6(9–7), 6–2 في ربع النهائي. كان في انتظار نادال في الدور نصف النهائي هو منافسه التقليدي السويسري روجر فيدرير، وهي ثالث مواجهة بينهما في بطولة أستراليا بعد النهائي التاريخي في 2009, والمباراة الكبيرة في نصف نهائي 2012. لثاني مرة بعد نهائي بطولة رولان غاروس 2008 يفوز نادال على فيدرير بثلاث مجموعات متتالية وبواقع 7–6(7–4), 6–3, 6–3, وقد ابتعد في سجل المواجهات مع فيدرير بـ 23 فوز لـ 10. تميز هذا الفوز بأنه النصف نهائي المتتالي رقم 11 الذي يفوز به نادال (في المرتبة الثانية بعد بيورن بورغ صاحب الرقم القياسي في جميع الأوقات بـ 14 وصول). ليتأهل نادال لثالث مرة إلى نهائي أستراليا المفتوحة في مسيرته الاحترافية، والنهائي رقم 19 له في نهائيات الجراند سلام متساوياً مع ايفان ليندل خلف فيدرير صاحب 24 وصول. الجدير بالذكر أيضاً أن هذا الفوز على فيدرير هو الانتصار السادس على التوالي لنادال في بطولات الجراند سلام على اللاعب السويسري. في المباراة النهائية التقى نادال السويسري الآخر ستانيسلاس فافرينكا، والذي لم يسبق له الفوز على نادال في 12 مواجهة سابقة، حتى أنه لم يحقق أي مجموعة ضد نادال خلال الـ 26 مجموعة التي لعبها الاثنان. بعد انتهاء المجموعة الأولى لصالح فافرينكا 3–6, عانى نادال من إصابة شديدة في الظهر منعته من اللعب بشكل كلي، وبسبب هذه الإصابة خسر نادال المجموعة الثانية 2–6 وكاد أن يعلن انسحابه، لكنه حاول العودة وفاز بالمجموعة الثالثة 6–3, إلا أن الفرصة كانت قد فاتته وخسر المجموعة الرابعة 3–6, وفاز فافرينكا بأول لقب كبير له في مسيرته الاحترافية، حيث أصبح سجل نادال في نهائيات الجراند سلام 13-6.

## ريو دي جانيرو
انتقل نادال للمشاركة في بطولة ريو دي جانيرو للتنس 2014, وهي بطولة من فئة 500 نقطة، وهذه هي النسخة الأولى من البطولة. في الدور الأول فاز نادال على مواطنه دانييل خيمنو ترافير 6–3, 7–5, ثم هزم مواطنه الآخر ألبرت مونتانيس 6–1, 6–2, بعدها فاز على اللاعب البرتغالي جواو سوزا 6–1, 6–0, وفي ربع النهائي عانى نادال في مباراته أمام مواطنه بابلو أندوخار حيث فاز بثلاث مجموعات وبواقع 2–6, 6–3, 7–6(12–10). في المباراة النهائية تُوج نادال باللقب إثر فوزه على الأوكراني ألكسندر دولغوبولوف بمجموعتين دون رد وبواقع 6–3, 7–6(7–3), ليحقق نادال اللقب الأول في بطولة ريو في نسختها الأولى.

## إنديان ويلز
في بطولة بي ان بي باريبا في انديان ويلز 2014 والمقامة في كاليفورنيا، في الدور الثاني تغلب نادال على التشيكي راديك ستيبانيك بمجموعتين لمجموعة، فبعد أن حصل اللاعب التشيكي على المجموعة الأولى، تمكن نادال من قلب النتيجة والفوز بواقع 2–6, 6–4, 7–5. في الدور الثالث خسر نادال أمام نفس اللاعب الذي واجهه في نهائي بطولة ريو دي جانيرو الأوكراني ألكسندر دولغوبولوف، حيث حقق دولغوبولوف فوزه الأول على نادال في سجل المواجهات بينهما، حيث انتهت المباراة بنتيجة 2–6, 6–4, 7–5.

## ميامي
وجهة نادال المقبلة هي بطولة سوني إريكسون المفتوحة 2014 في ميامي، والتي ستنطلق في 19 مارس 2014.